# Massonnens
Massonnens is een gemeente en plaats in het Zwitserse kanton Fribourg, en maakt deel uit van het district Glâne.
Massonnens telt 434 inwoners.